# Tricholepis bouvieri
Tricholepis bouvieri är en skalbaggsart som beskrevs av Augustin Ley 1917. Tricholepis bouvieri ingår i släktet Tricholepis och familjen Melolonthidae. Inga underarter finns listade i Catalogue of Life.